# Silnice II/168
Silnice II/168 je komunikací II. třídy v Jihočeském kraji, v okrese Prachatice.
Propojuje mezi sebou silnici II/169 v obci Kvilda se silnicí II/145 ve Vimperku.
Její celková délka je zhruba 14,7 km. Počátek silnice je ve výšce cca 1085 m n. m., vystoupá nejvýše na 1140 m n. m. a na konci klesne zhruba na 860 m n. m. Převážná část silnice prochází zalesněnou krajinou.
Přímo na trase není žádná čerpací stanice. Nejbližší se nachází až ve Vimperku.

## Popis trasy
| km   | Místo            | Popis                                                                    |
| ---- | ---------------- | ------------------------------------------------------------------------ |
| 0    | Kvilda           | II/168 začíná na severním okraji obce výjezdem z II/169 směrem na východ |
| 5,1  | Parkoviště Pláně | východisko lyžařských stop                                               |
| 7,2  |                  | vlevo odbočka na III/14516 směrem na Nový Dvůr                           |
| 8,4  | Zdíkov, rozcestí | vpravo odbočka na III/1681 směrem na Nové Hutě                           |
| 9,2  |                  | vpravo odbočka na III/1672 směrem na osadu Paseka a Šindlov              |
| 14,7 | Vimperk          | II/168 končí napojením na II/145                                         |

Vzdálenosti uvedené v tabulce jsou přibližné.